# Sham Wan Towers
Sham Wan Towers (深灣軒, Башни Шамвань) — жилой небоскрёб, расположенный в Гонконге, на острове Аплэйчау (рядом с мостом, который соединяет Аплэйчау с Абердином). Построен в 2003 году по проекту архитектурного бюро AGC Design в стиле модернизма. Комплекс состоит из трёх башен, насчитывает 1040 квартир. Башни 1 и 2 имеют 51 этаж (170 м), башня 3 — 52 этажа. Девелоперами комплекса являются гонконгские компании Sun Hung Kai Properties и CK Asset Holdings.
В шестиэтажном подиуме комплекса Sham Wan Towers расположены паркинг, детский сад, спортивный зал, крытый бассейн, сауна, магазины и ресторан. К небоскрёбу примыкают детская площадка и небольшая пристань для яхт и катеров.   